# サッカーアラゴン州代表
サッカーアラゴン州代表（サッカーアラゴンしゅうだいひょう、スペイン語: Selección de fútbol de Aragón）は、スペイン・アラゴン州におけるサッカーの選抜チーム。スペインの一地方の選抜チームであり、欧州サッカー連盟(UEFA)や国際サッカー連盟(FIFA)に加盟していないため、UEFA欧州選手権やFIFAワールドカップなどの国際大会への出場資格はない。

## 試合一覧
| 日付            | 場所           | ホームチーム                 | スコア | アウェーチーム               |
| --------------- | -------------- | ---------------------------- | ------ | ---------------------------- |
| 2006年 12月28日 | サラゴサ       | アラゴン州                   | 1-0    | チリ                         |
| 2002年 6月1日   | サラゴサ       | アラゴン州                   | 3-0    | カスティーリャ・レオン州     |
| 1998年 5月19日  | ソリア         | カスティーリャ・レオン州     | 1-1    | アラゴン州                   |
| 1950年 6月11日  | サラゴサ       | アラゴン州                   | 6-0    | ピレネー＝アトランティック県 |
| 1950年 5月21日  | パウ           | ピレネー＝アトランティック県 | 4-4    | アラゴン州                   |
| 1930年 6月22日  | サラゴサ       | アラゴン州                   | 3-1    | カタルーニャ                 |
| 1924年 4月21日  | サラゴサ       | アラゴン州                   | 2-1    | カンタブリア州               |
| 1924年 4月20日  | サラゴサ       | アラゴン州                   | 2-0    | カンタブリア州               |
| 1924年 3月9日   | サンタンデール | カンタブリア州               | 3-0    | アラゴン州                   |
| 1918年          | バレンシア地方 | バレンシア州                 | 3-0    | アラゴン州                   |
| 1918年          | バレンシア地方 | バレンシア州                 | 5-0    | アラゴン州                   |

### 近年の試合
| 2006年12月28日 | アラゴン州       | 1–0 | チリ | サラゴサ                                       |  |
| 20:30 CET      | シャビ・スアレス |     |      | 競技場: La Romareda 主審: ダウデン・イバニェス |  |

## 歴代の所属選手
- ルベン・グラシア・カルマチェ
- ルイス・カルロス・クアルテーロ
- アルバロ・アルベロア
- フアンホ・カマーチョ
- アンヘル・ラフィタ
- ヘスス・ガルシア・サンフアン
- ルイス・ミジャ
- アルベルト・サパテル